# Закария, Ибрагим
Ибрагим Закария (араб. ابراهيم زكريا‎; 17 марта 1929 года — 2 ноября 1993 года) — деятель суданского и международного профсоюзного движения, 5-й генеральный секретарь Всемирной федерации профсоюзов (ВФП).

## Биография
Родился 17 марта 1929 года в крестьянской семье в деревне Аль-Афаад на севере Судана. После окончания школы и Техническом училище Атбара работал на железной дороге. Он вступил в профсоюз и стал одним из основателей Федерации профсоюзов рабочих Судана. В 1946 году выступил организатором забастовки на железной дороге и одним из основателей Суданской коммунистической партии, выступая в качестве её партийного организатора. За свою профсоюзную деятельность был уволен с работы. 
С 1956 года стал представителем суданского профсоюзного движения во Всемирной федерации профсоюзов, для работы в которой пребрался в Прагу. В ВФП первоначально занимал пост секретаря по вопросам Африки в период, когда ВФП надеялась на фоне деколонизации обрести новых членов в Африке и увидеть рост существующих. В 1973 году он сыграл ведущую роль в создании Организации африканского профсоюзного единства.
В 1980 году Закара стал исполняющим обязанности генерального секретаря ВФП, а в 1982 году на 10-й всемирной конференции профсоюзов был избран генсеком ВФП на постоянной основе, на посту представлял федерацию в Организации Объединённых наций, Международной организации труда, на международных форумах. После отставки с поста генерального секретаря, был избран президентом ВФП на 12-й всемирной конференции профсоюзов в Москве в 1990 году.
Умер 2 ноября 1993 года в Праге от остановки сердца.